# Phytosus holtzi
Phytosus holtzi är en skalbaggsart som beskrevs av Max Bernhauer 1935. Phytosus holtzi ingår i släktet Phytosus och familjen kortvingar. Inga underarter finns listade i Catalogue of Life.